# Roland Hentzel
Axel Roland Hentzel, född 18 april 1894 i Tierps socken, död 1974, var en svensk idrottsledare och journalist. Han var en initiativtagare och pionjär inom frisksportrörelsen i Sverige.

## Biografi
Roland Hentzel var son till löjtnanten Karl Axel Söderlund och bror till författaren Marc Hentzel. Han avlade studentexamen i Uppsala 1914 och studerade 1916–1918 vid Stockholms högskola. 1914 blev han medarbetare i Aftonbladet och startade 1920 sporttidningen Swing, vars huvudredaktör han var till 1929. 1930–1937 var han medarbetare i Dagens Nyheters sportavdelning. Från 1937 var Hentzel reklamchef vid bokförlaget Natur & Kultur.
Hentzel var initiativtagare till frisksportrörelsen, bildade Svenska frisk- och kraftsportförbundet 1928 och deltog i bildandet av Svenska förbundet för gymnastik och idrott 1932 och var dess sekreterare till 1935. Genom flitigt författarskap verkade Hentzel för idrotten och kroppskultur. Han utgav bland annat Handledning i frigymnastik (1933), Semestervett (1934) och Boxningsboken (1945). Hentzel redigerade Vår underliga historia (1938) och Mälardrottningens underliga öden (1939) samt utgav cirkus- och filmromanen Upp som en sol (1943). Han är begravd på Norra begravningsplatsen utanför Stockholm.